# Синьми
Синьми́ (кит. упр. 新密, пиньинь Xīnmì) — городской уезд городского округа Чжэнчжоу провинции Хэнань (КНР). Название означает «новый Ми» и связано с тем, что в древности здесь находилось царство Ми.

## История
В древности в этих местах находилось царство Ми, названное так по горе Мишань. Когда эти места оказались в составе царства Чжэн, то здесь была создана область Синьми (新密邑).
Когда в 221 году до н. э. царство Цинь впервые в истории объединило Китай в единое государство, то здесь был создан уезд Мисянь (密县). После монгольского завоевания он был переименован в Миюнь (密云县), но при империи Мин ему было возвращено название Мисянь.
В 1949 году был образован Специальный район Чжэнчжоу (郑州专区) в составе восьми уездов, и уезд вошёл в его состав. В 1954 году правление специального района переехало в Кайфэн, и он стал называться Специальный район Кайфэн (开封专区). В 1958 году уезд был передан из Специального района Кайфэн в состав городского округа Чжэнчжоу, но в 1961 году опять возвращён в состав Специального района Кайфэн. В 1970 году Специальный район Кайфэн был переименован в Округ Кайфэн (开封地区). В 1982 году после изменения границы между городом Чжэнчжоу и уездом Мисянь в составе города Чжэнчжоу был образован район Синьми (新密区). В 1983 году Округ Кайфэн был расформирован, и уезд Мисянь был опять передан в состав городского округа Чжэнчжоу. В 1987 году район Синьми был расформирован, и часть его территории была передана в состав уезда Мисянь
В 1994 году уезд Мисянь был расформирован, а вместо него был образован городской уезд Синьми.

## Административное деление
Городской уезд делится на 3 уличных комитета, 12 посёлков и 1 волость.